# Правило на Хунд
Правилото на Хунд в атомната физика касае основното състояние на атом с много електрони и е формулирано от немския физик Фридрих Хунд. В комбинация с принципа на Паули и правилото на Клечковски за минимум на енергията то дефинира разпределението на електроните по атомните орбитали (АО) в електронната конфигурация на основното състояние на даден атом.
Много често електронната конфигурация се онагледява графично с помощта на т.нар. квантови клетки, изразяващи символично атомните орбитали. Във всяка клетка могат да се поместят най-много два електрона.
Атомните орбитали (квантови клетки), чиито електрони се различават само по своето магнитно квантово число се наричат еквивалентни АО. Те имат еднаква енергия, но различна насоченост в пространството, а при по-външни слоеве и различна форма.

## Правило на Хунд
Еквивалентните АО в даден подслой се запълват с електрони така, че да се получи максимална стойност на сумата от спиновите квантови числа.  Следователно еквивалентните AO се заемат първоначално от единични електрони c паралелни спинове, след което се сдвояват c електрони c антипаралелни спинове.

## Онагледяване на правилото на Хунд
Като се следва правилото редът на запълване на еквивалентни АО ще е следният:
На всяка еквивалентна АО ще се разположи по един електрон, имащ еднаква стойност на спиновото си квантово число, т.е. еквивалентните АО ще се запълнят от електрони с паралелни спинове. Едва след това започва поместването на вторите електрони – тези с антипаралелни спинове, ако има такива. Това води до сдвояването на електроните с разноименни спинове в електронни двойки.
Така например електронната конфигурация на атома на азота в основно състояние е: 1s22s22p3. Подслоят 2p съдържа 3 еквивалентни АО, всяка една от които съдържа един електрон със спин, паралелен на спина на другите два електрона от подслоя.
Два електрона, намиращи се на една и съща орбитала, ще се отблъскват по-силно, отколкото ако могат да се раздалечат, заемайки различни орбитали. Правилото на Хунд осигурява по-малко отблъскване между електроните, а значи и по-ниска енергия на атома като цяло.C особена стабилност се отличават състоянията, при които всички орбитали на даден подслой са заети c единични или c електронни двойки. Такива са например конфигурациите: p3 и p6, d5 и d10, f7 и f14.